# Van Hool AG280
Le bus articulé Van Hool AG280 est un autobus et trolleybus du fabricant belge Van Hool. Il fut produit de 1979 à 1991. Il est le précurseur de l'AG700. Ce bus a également été construit en version trolleybus, il s'agissait de l'AG280T.

## Histoire

### Trolleybus de Gand
La création de cette ligne de trolleybus est le résultat d'une initiative du Ministère des Affaires Économiques d'installer trois "vitrines" pour promouvoir le savoir-faire des industries belges actives dans le domaine du transport en commun et ainsi stimuler les exportations. Le premier projet consiste à installer un métro léger automatique à Liège: le TAU, le second projet prévoit l'installation à Mons d'un système de transport hybride (véhicule sur pneus et guidé): le GLT qui sera testé entre Han-sur-Lesse et Jemelle et dont l'aboutissement mènera au TVR en circulation à Caen et Nancy. Le troisième dossier concerne la ville de Gand qui fut choisie comme vitrine pour le "trolleybus de seconde génération". Ce trolleybus est équipé d'un générateur auxiliaire léger permettant au véhicule de s'affranchir sur une courte de distance de la ligne aérienne lors de déviations. Ce générateur permet au trolley de circuler en autonomie mais en mode dégradé. Cela explique qu'à l'occasion de gros chantiers ou de grosses déviations (ex. Fêtes Gantoises), les trolleybus restaient au dépôt et étaient remplacés par des bus diesel.
En 1982, un appel d'offres est lancé pour la construction de 20 trolleybus articulés. Van Hool et ACEC remportent le contrat et un premier prototype sera présenté en 1984. Peint aux couleurs de la MIVG, ce trolleybus AG280T (avec la face avant de l'A120) sera testé pendant plusieurs mois sur le réseau de Solingen où il parcourra plus de 27 000 km. En août 1985, le prototype sera mis en test à Gand et la population sera invitée à faire ses remarques et suggestions avant la mise en construction du modèle définitif. Le véhicule définitif circulera  de mars 1989 à décembre 2008. La plus importante modification est l'abandon de la face A120 en faveur de la face « Intercity ». Le prototype (propriété du Ministère des Affaires Économiques) fut par la suite transformé en bus à hydrogène. Après quelques apparitions et présentation à la presse, il sera détruit.
De 1996 à 1999, quatre trolleybus gantois furent loués à l'exploitant de la ville de Arnhem.
En juillet 2008, le conseil d'administration de la société exploitante (VVM-De Lijn) décide de (re)convertir la ligne 3 en tram. Même s'il s'agit d'un projet à (très) long terme, étant donné que de nombreux chantiers de longue durée seront entrepris dans le centre de Gand (spécifiquement sur le tracé de la ligne 3), l'exploitant décide d'abandonner les trolleybus au profit des bus hybrides. Il faut cependant noter qu'en 2007, des essais de nouveaux trolleybus avaient eu lieu en vue de remplacer la flotte vieillissante des AG280T. La direction de De Lijn n'a donc pas suivi cette voie.
En juin 2009, les trolleybus 08 et 11 participent au voyage d'adieu. En août 2011, ces deux trolleybus effectuent une toute dernière sortie sur la ligne pour les amateurs. En 2015 la presque totalité de la ligne aérienne a été enlevée.
Des vingt trolleybus construits, dix-huit subsistaient lors de leur retrait de service. Trois sont restés en Belgique. Le trolleybus 08 a été repeint dans sa livrée bleue d'origine et conservé par l'association ETG (META). Ce trolleybus n'est plus en ordre de marche et est conservé comme "pièce statique de musée". Les trolleybus 10 et 11 sont la propriété d'un amateur. En 2012, le trolleybus 11 a été invité pour participer aux 60 ans du réseau de trolleybus de Solingen (où le prototype avait été testé). En 2015, il s'y trouve encore. Toujours en ordre de marche, il effectue une ou deux fois par an des circulations sur le réseau pour les amateurs. Le trolleybus 10 est stocké à Weelde et y reste en réserve. En octobre 2009, quinze trolleybus ont été vendus à Gradsky Transport qui exploite le réseau de Plovdiv en Bulgarie. De ces quinze trolleybus, treize purent être mis en service, les trois autres servant de banque d'organe. En septembre 2012, Gradsky Transport a perdu sa licence d'exploitation. Les trolleybus ne circulent plus. Leur avenir est plus qu'incertain.

## Caractéristiques

### Caractéristiques générales
| Modèle           | AG280                  | AG280/1                | AG280/2                | AG280/3                                      | AG280/4                                      |
| ---------------- | ---------------------- | ---------------------- | ---------------------- | -------------------------------------------- | -------------------------------------------- |
| Moteur           | MAN D2566 MTH          | MAN D2566 MTH          | MAN D2566 MTH          | DAF DKTD 1160V DAF DKTD 1160VS MAN D2566 MTH | DAF DKTD 1160V DAF DKTD 1160VS MAN D2566 MTH |
| Boîte de vitesse | Automatique Voith D854 | Voith D854 B4N21       | Voith D851             | ZF 5HP500 Voith 863.2 Voith 863 D864         | ZF 5HP500 Voith 863.2 Voith 863 D864         |
| Longueur totale  | 17 350 mm              | 17 350 mm              | 17 955 mm              | 17 860 mm                                    | 17 860 mm                                    |
| Largeur totale   | 2 490 mm               | 2 490 mm               | 2 490 mm               | 2 490 mm                                     | 2 490 mm                                     |
| Hauteur          | 2 955 mm               | 3 180 mm               | 3 200 mm               | 2 955 mm                                     | 2 955 mm                                     |
| Empattement      | 5 150 mm + 7 075 mm    | 5 150 mm + 7 075 mm    | 5 150 mm + 7 075 mm    | 5 150 mm + 7 075 mm                          | 5 150 mm + 7 075 mm                          |
| Nombre de portes | 3 - 4                  | 3 - 4                  | 3 - 4                  | 3 - 4                                        | 3 - 4                                        |
| Nombre de sièges | De 44 à 61 personnes   | De 44 à 61 personnes   | De 44 à 61 personnes   | De 44 à 61 personnes                         | De 44 à 61 personnes                         |
| Place debout     | De 71 à 130 personnes  | De 71 à 130 personnes  | De 71 à 130 personnes  | De 71 à 130 personnes                        | De 71 à 130 personnes                        |
| Capacité         | De 132 à 174 personnes | De 132 à 174 personnes | De 132 à 174 personnes | De 132 à 174 personnes                       | De 132 à 174 personnes                       |

### Motorisation thermique
L'AG280 en construction intégrale n'a été produit qu'avec des moteurs diesel.
| Utilisation       | AG280/1; AG280/2; AG280/3                                                                             | AG280/3                                                 |
| Moteur            | MAN D2566 MTH                                                                                         | DAF DKT D 1160 V                                        |
| ----------------- | --- | ------------------------------------------------------- |
| Carburant         | diesel                                                                                                | diesel                                                  |
| Type              | 6 cylindres en ligne turbocompressé                                                                   | 6 cylindres en ligne turbocompressé                     |
| Disposition       | vertical longitudinal à gauche dans l'empattement avant                                               | vertical longitudinal à gauche dans l'empattement avant |
| Cylindrée         | 11,41 L                                                                                               | 11,63 L                                                 |
| Performance       | 206 kW (280 ch) à 2 200 tr/min                                                                        | 169 kW (230 ch) à 1 800 tr/min                          |
| Refroidissement   | eau                                                                                                   | eau                                                     |
| Boite de vitesses | AG280/1 : automatique Voith D.854 AG280/2 : automatique Voith D.851 AG280/3 : automatique Voith D.863 | Voith D854; ZF 5 HP500                                  |

### Motorisation électrique trolleybus
Le véhicules est propulsé par un moteur électrique des Ateliers de constructions électriques de Charleroi (ACEC) de 177 kW. Ils sont également équipés d’un générateur de secours diesel de 57 kW délivrant une tension de 375 V (50 kW) au moteur de traction leur permettant alors d'atteindre les 40 km/h. Les trolleybus sont alimentés par une ligne aérienne en 600 volts (avec une tolérance de plus ou moins 20 %)[réf. nécessaire].

## Production
L'AG280 a été utilisé principalement en Belgique. En Belgique, la SNCV était le plus gros acheteur. En outre, la STIB a aussi acheté 25 exemplaires, dont le 8815 est actuellement préservé en état de marche. À la suite de la régionalisation des transports en commun, les séries de la SNCV ont été réparties entre les entités nouvellement créées: De Lijn et le TEC.
|         | Réseau           | Modèle  | Nombre    | Numéros   | Livraison |
| ------- | ---------------- | ------- | --------- | --------- | --------- |
|         | Bruxelles - STIB | AG280/2 | 25        | 8801-8825 | 1984-1985 |
|         | Gand - MIVG      | AG280T  | 20        | 01-20     | 1987-1988 |
|         | Liège - STIL     | AG280/1 | 3         | 701-703   | 1981      |
| AG280/2 | Liège - STIL     | 20      | 704-723   | 1984      |           |
| AG280/3 | Liège - STIL     | 17      | 724-740   | 1986      |           |
|         | SNCV             | AG280   | 1         | 2330      | 1989      |
| AG280/1 | SNCV             | 56      | 5740-5795 | 1981      |           |
| AG280/3 | SNCV             | 54      | 2100-2153 | 1985-1986 |           |
| AG280/4 | SNCV             | 25      | 2184-2208 | 1988      |           |
| AG280/4 | SNCV             | 21      | 2234-2254 | 1988-1989 |           |

## Matériel préservé
| Association ou musée                       | Ex.  | Modèle  | Numéro | État                       |
| ------------------------------------------ | ---- | ------- | ------ | -------------------------- |
| Wallobus                                   | SNCV | AG280/1 | 5748   | roulant                    |
| Patrimoine Bus & Car                       | SNCV | AG280/1 | 5763   | en attente de restauration |
| Musée du transport urbain bruxellois       | STIB | AG280/2 | 8815   | roulant                    |
| Musée des transports en commun de Wallonie | STIL | AG280/1 | 701    | statique                   |